# Varronia wagnerorum
Varronia wagnerorum är en strävbladig växtart som först beskrevs av Howard, och fick sitt nu gällande namn av A. Borhidi. Varronia wagnerorum ingår i släktet Varronia och familjen strävbladiga växter. Inga underarter finns listade i Catalogue of Life.